# Dana Horeman
Dana Horeman (Haarlem, 11 maart 1981) is een Nederlands softballer.
Horeman kwam uit voor de vereniging Onze Gezellen uit Haarlem en speelt vanaf 2003 voor de Terrasvogels uit Santpoort. Ze speelt infield en slaat en gooit rechtshandig. Horeman maakte deel uit van de voorlopige selectie van het Olympische team dat deelnam aan de zomerspelen van 2008 te Peking maar haalde de eindselectie niet. Ze is lid van het Nederlands damessoftbalteam sinds 2001. Horeman werkt als setdresser voor televisieproducties. Haar vader is de oud-honkbalinternational Harm Horeman en haar zuster is de hoofdklasse softbalspeelster Lyanne Horeman.